# Herrarnas lagsprint i bancykling vid olympiska sommarspelen 2008
Herrarnas lagsprint i bancykling vid olympiska sommarspelen 2008 ägde rum den 15 augusti i Laoshan Velodrome.
Tävlingen bestod av flera rundor. Lagen bestod av tre cyklister och varje lopp var tre varv på banan - ett varv var. I kvalifikationsrundan körde varje lag ett tempolopp, där de åtta främsta lagen avancerade till matchrundan. I matchrundan tävlade de åtta lagen head-to-head i fyra seedade matcher. Vinnarna gick till final, och förlorarna fick placeringarna 5-8 baserat på tiderna i matchomgången. I finalen tävlade de två snabbaste lagen om guldet, och de två långsamaste om bronset.

## Medaljörer
| Event               | Guld                                             | Silver                                               | Brons                                              |
| Herrarnas lagsprint | Storbritannien Jamie Staff Jason Kenny Chris Hoy | Frankrike Grégory Baugé Kévin Sireau Arnaud Tournant | Tyskland René Enders Maximillian Levy Stefan Nimke |

## Resultat

### Kvalifikation
| Placering | Land           | Cyklister                                                      | Resultat  |
| 1.        | Storbritannien | Chris Hoy Jason Kenny Jamie Staff                              | 42.950 VR |
| 2.        | Frankrike      | Grégory Baugé Kévin Sireau Arnaud Tournant                     | 43.541    |
| 3.        | Tyskland       | René Enders Maximilian Levy Stefan Nimke                       | 44.197    |
| 4.        | Nederländerna  | Theo Bos Teun Mulder Tim Veldt                                 | 44.213    |
| 5.        | Australien     | Daniel Ellis Mark French Shane Kelly                           | 44.335    |
| 6.        | Japan          | Kiyofumi Nagai Tomohiro Nagatsuka Kazunari Watanabe            | 44.454    |
| 7.        | Malaysia       | Azizul Hasni Awang Josiah Ng Mohd Rizal Tisin                  | 44.752    |
| 8.        | USA            | Michael Blatchford Adam Duvendeck Giddeon Massie               | 45.346    |
| 9.        | Kina           | Feng Yong Li Wenhao Zhang Lei                                  | 45.556    |
| 10.       | Grekland       | Athanasios Mantzouranis Vasileios Reppas Panagiotis Voukelatos | 45.645    |
| 11.       | Tjeckien       | Tomas Babek Adam Ptacnik Denis Spicka                          | 45.678    |
| 12.       | Ryssland       | Sergej Polynskij Denis Dmitrijev Sergej Kutjerov               | 45.964    |
| 13.       | Polen          | Maciej Bielecki Kamil Kuczynski Lukasz Kwiatkowski             | 45.266    |

### Första omgången
| Heat | Lag            | Tid    | Placering |
| ---- | -------------- | ------ | --------- |
| 1    | Australien     | 44.090 | 4         |
| 1    | Nederländerna  | 44.212 | 5         |
| 2    | Tyskland       | 43.699 | 3         |
| 2    | Japan          | 44.437 | 6         |
| 3    | Frankrike      | 43.656 | 2         |
| 3    | Malaysia       | 44.822 | 7         |
| 4    | Storbritannien | 43.034 | 1         |
| 4    | USA            | 45.423 | 8         |

### Medaljmatch
| Match  | Lag            | Tid    | Placering |
| ------ | -------------- | ------ | --------- |
| Gold   | Storbritannien | 43.128 | 1         |
| Gold   | Frankrike      | 43.651 | 2         |
| Bronze | Tyskland       | 44.014 | 3         |
| Bronze | Australien     | 44.022 | 4         |